# Dumeng Giovanoli
Dumeng Giovanoli, né le 23 janvier 1941 à Sils im Engadin, est un skieur alpin suisse qui a mis fin à sa carrière sportive à la fin de la saison 1970.

## Palmarès

### Jeux olympiques
| Épreuve / Édition | Descente | Géant | Slalom |
| JO 1964 Innsbruck | 13e      | —     | —      |
| JO 1968 Grenoble  | 16e      | 7e    | 4e     |

### Championnats du monde
| Épreuve / Édition         | Descente | Géant  | Slalom | Combiné |
| JO 1964 Innsbruck         | 13e      | —      | —      | —       |
| Mondiaux 1966 Portillo    | —        | 8e     | 16e    | —       |
| JO 1968 Grenoble          | 16e      | 7e     | 4e     | Argent  |
| Mondiaux 1970 Val Gardena | —        | Bronze | 6e     | —       |

### Coupe du monde
- Meilleur résultat au classement général : 2e en 1968
  - Vainqueur de la coupe du monde de slalom en 1968
  - 5 victoires : 3 géants et 2 slaloms
  - 16 podiums

#### Saison par saison
- Coupe du monde 1967 :
  - Classement général : 10e
- Coupe du monde 1968 :
  - Classement général : 2e
    - Vainqueur de la coupe du monde de slalom
    - 2 victoires en slalom : Wengen et Kitzbühel
- Coupe du monde 1969 :
  - Classement général : 9e
    - 1 victoire en géant : Waterville Valley
- Coupe du monde 1970 :
  - Classement général : 6e
    - 2 victoires en géant : Kitzbühel et Kranjska Gora

### Arlberg-Kandahar
- Meilleur résultat : 9e place dans le géant 1964 de Garmisch